# Suvarnabhumi
Suvarnabhumi, oder Suvannabhumi, das „Goldene Land“ (zu Sanskrit: suvarna oder Pali: suvanna ‚golden‘ und beide Sprachen: bhūmi ‚Erde, Land‘; bei Ptolemäus Chryse chersonesos, bei den Römern Aurea Chersonesus, Thai: สุวรรณภูมิ, RTGS: Suwannaphum) war für Jahrhunderte das Synonym für die Halbinsel Hinterindien oder die Region, die heute Südostasien genannt wird.

## Geschichte
Schon seit dem 1. Jahrhundert A.D. gab es einen regen Schiffsverkehr zwischen Sri Lanka, der Gangesmündung und Malaya. Indische Siedler aus Gujarat und Kalinga (heute Orissa) kolonisierten die Insel Java, während andere sich in Birma und Kambodscha niederließen. In alten indischen Büchern wird diese Region als „Goldenes Land“, Inseln wie Java als Suvarnadvipa („Goldene Insel“) bezeichnet, wohl um Eindruck bei den Daheimgebliebenen zu schinden. Im altindischen Kathakosa zum Beispiel wird von einem gewissen Nagadutta erzählt, der mit 500 Schiffen einen profitablen Handel mit Suvarnabhumi unternehmen konnte. In den Arthasashtra wird eine besondere Art von Sandelholz, Tailaparnika, erwähnt, welches in Suvarnabhumi produziert wurde. Noch heute kann man in ganz Südostasien Ruinen entdecken, die Zeugnis von der indischen Vergangenheit ablegen.

## „Goldenes Land“
Historisch gesehen ist das Konzept des „Goldenen Landes“ polysemisch. Einerseits ist Gold natürlich ein kostbares Gut, ein Zahlungsmittel, andererseits kann es als Symbol aber auch eine religiöse Bedeutung bekommen.
Südostasien ist eigentlich nicht für reiche Goldvorkommen bekannt. Dennoch spielt Gold dort noch heute eine sehr große Rolle, denn viele Menschen misstrauen Banken und legen ihre Ersparnisse lieber in goldenem Schmuck an, den sie anfassen und auch vorzeigen können. Gold ist aber auch die Farbe der Könige und es wird in religiösen Zeremonien benutzt. Die königlichen Insignien bestehen aus Gold, und die vielen vergoldeten Pagoden in Thailand und Birma sind leuchtende Beispiele.
Seine höchste Bedeutung jedoch erhält das Konzept des „Goldenen Landes“ von den Theravada-Buddhisten. In birmanischen und thailändischen Chroniken wird berichtet, dass Kaiser Ashoka im 3. Jahrhundert v. Chr., nachdem er das dritte buddhistische Konzil (Sangayana) in Pataliputra (heute Patna) einberufen hatte, buddhistische Mönche in alle Welt aussandte, um das Dhamma zu verbreiten. So kam es, dass die beiden Theras (Pali: „Ältester“, Ehrentitel für Bhikkhus, die mindestens zehn Jahre ordiniert sind.) Sona und Uttara nach Suvarnabhumi geschickt wurden, um hier den Buddhismus zu verbreiten.
Sowohl Birma als auch Thailand beanspruchen heute für sich, dieses „Goldene Land“ zu sein, und tatsächlich ist ein alter Name für Thailand Laem Thong („Goldene Halbinsel“). Die birmanische Glas-Palast-Chronik erzählt, dass Ashokas Goldenes Land der Küstenregion um das heutige Thaton entspricht, der Hauptstadt eines historischen Mon-Königreiches.
Der anerkannte thailändische Historiker Prinz Damrong Rajanubhab beschreibt in einem Artikel des Journal of the Siam Society, dass gemäß dieser Chronik der birmanische König Anawrahta von den großartigen Chedis und Viharas in Thaton so beeindruckt gewesen sei, dass er Pläne von diesen Bauwerken anfertigen ließ, um sie nach der Einnahme von Thaton im 12. Jahrhundert in seiner Hauptstadt Bagan wieder aufzubauen.
Doch sei heute in Thaton keine Spur der erwähnten Chedis und Viharas zu finden. Dagegen gibt es eine große Zahl von Ruinen aus der Zeit von König Anawrahta in Nagor Pathom in der Nähe des heutigen Nakhon Pathom, einer Provinzstadt westlich von Bangkok, die zudem zu jener Zeit eine Hafenstadt direkt an der Küste gewesen sein soll. Für Prinz Damrong lag die alte Stadt Thaton in Thailand. Dafür sprechen außerdem Funde von alten Silbermünzen, die auf einer Seite ein Muschelsymbol eingeprägt hatten. Diese Münzen seien bisher außer in Bagan nirgendwo sonst auf der Welt gefunden worden. Nagor Pathom wurde nach dem 12. Jahrhundert aufgegeben, so dass keine weiteren historischen Indizien existieren.